# بخش بلانچارد (شهرستان پوتنام، اوهایو)
بخش بلانچارد (به انگلیسی: Blanchard Township) یک منطقهٔ مسکونی در ایالات متحده آمریکا است که در شهرستان پاتنم، اوهایو واقع شده‌است.
 بخش بلانچارد ۹۳٫۸ کیلومتر مربع مساحت و ۱٬۲۳۲ نفر جمعیت دارد و ۲۳۲ متر بالاتر از سطح دریا واقع شده‌است.